# Mixed and Fixed
Mixed and Fixed er en amerikansk stumfilm fra 1915 af Bobby Burns og Walter Stull.

## Medvirkende
- Bobby Burns som Pokes
- Walter Stull som Jabbs
- Billy Ruge.
- Ethel Marie Burton.
- Oliver Hardy.